# Heinrich von Clotten
Heinrich von Clotten (* 1302 in Klotten; † 4. September 1367 ebenda) war ein deutscher Burggraf von Cochem und Klotten, Edelknecht und erzbischöflicher Amtmann.

## Leben
Heinrich von Clotten war vermutlich ein Sohn von Heinrich und Ida (oder Elgen) Pessil und damit ein Nachkomme aus dem Hause Pessil und der Burg gleichen Namens aus dem Ort Polch. Er war Burggraf auf der trierischen Burg in Klotten und kann damit wohl als ein Henricus de Clottene, der erstmals im März des Jahres 1320 als Cochemer Amtmann genannt wurde, identifiziert werden. Demnach soll er, als ein Ritter Volker von Starkenburg dem Trierer Erzbischof Balduin von Luxemburg seine Lehen übertrug, Heinrich als seinen Lehnsmann bezeichnet haben. Auch ist er wohl identisch mit dem Edelknecht Heinrich de Fonte, der im April 1331 als Zeuge beim Verkauf eines Gartens aus Brachtendorf an den Vikar des St. Georgenaltars an das Kloster Rosenthal auftrat. Ebenfalls im April 1331 ist er neben anderen namentlich aufgeführten Schöffen und weiteren Klottenern in der Klottener Kirche St. Maximinus anwesend, als dort von einem Amtmann des Trierer Erzbischofs, der den Cochemer Burggrafen Wilhelm vertritt, ein Schiedsspruch zugunsten der Nonnen von Rosenthal in einem Streit über Güter zu Illerich gefällt wird. Am 12. August 1337 wurde er, ohne dass dabei die Hintergründe seiner Ernennung bekannt gemacht wurden, Burggraf zu Cochem genannt. In dieser Urkunde trat er als Mitbesiegler beim Lehensrevers des Johann von Winneburg gegenüber dem Trierer Erzbischof Balduin auf. Aus dieser Beurkundung geht auch hervor, dass Heinrich von Clotten Amtmann der weltlichen Verwaltung des Trierer Erzbischofs gewesen sein muss, der neben juristischen Tätigkeiten auch Vorsitzender des weltlichen Gerichts in Cochem war. Zeitzeugen bezeichneten in gar als Freund von Balduin, womit er sicher zum Kreis der Vertrauten um den Erzbischof gezählt haben dürfte.
Im Januar 1338 beurkundeten Heinrich und dessen Ehefrau Irmgard erneut in einer umfangreichen, vom Erzbischof Balduin auf Lebenszeit ausgestellten Urkunde, unter im Detail einzuhaltenden Bedingungen, die Überlassung eines Wingerts und eines Gartens in Klotten, nebst einem Ohm Vogtwein und vier Malter Roggen. Letzteres sollte dem nun zum Burggrafen auf der trierischen Burg Klotten ernannten Heinrich von Clotten zur Ausübung seines Amtes dienen. Besiegelt wurde die Urkunde vom Aussteller Heinrich, seinem Schwager Gobel von Rore sowie von Paul von Eiche, die beide als Ritter bezeichnet wurden. In einer noch am gleichen Tag datierten Urkunde fungierte sein Schwager Gobel erneut als Siegler. Hierin trugen die Eheleute Heinrich und Irmgard dem Trierer Erzbischof zum Lehen der Klottener Burg ihren Anteil des Dorfes Niederraden bei Bitburg in der Eifel auf. Im Gegenzug erlaubte ihnen Erzbischof Balduin den Bau eines nach Cochem auf der Burg Klotten zugelegenem Haus. Da die Güter aus dem Dorf Niederraden nochmals im Jahre 1351 in einer Urkunde mit dem namentlich genannten Heinrich als Burggraf erwähnt werden, kann seither kein Zweifel an der Identität und Gleichheit der Person Heinrich von Clotten als Burggraf von Cochem und Klotten bestehen.

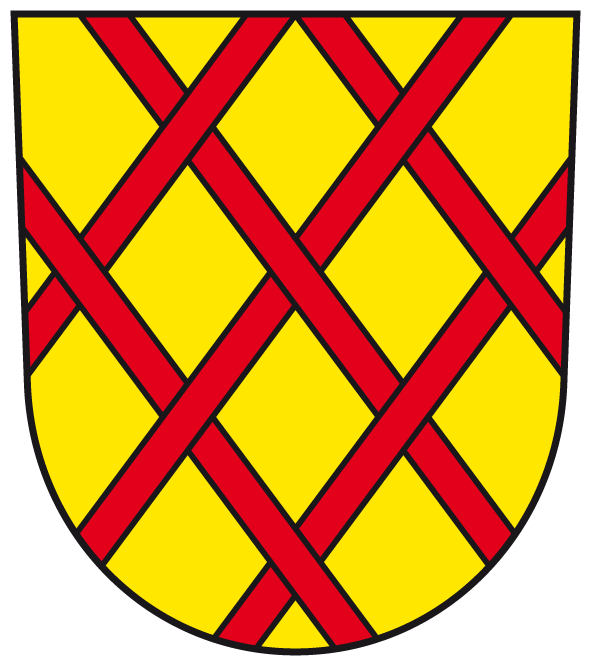
Wappen derer von Daun, Edle Herren zu Oberstein

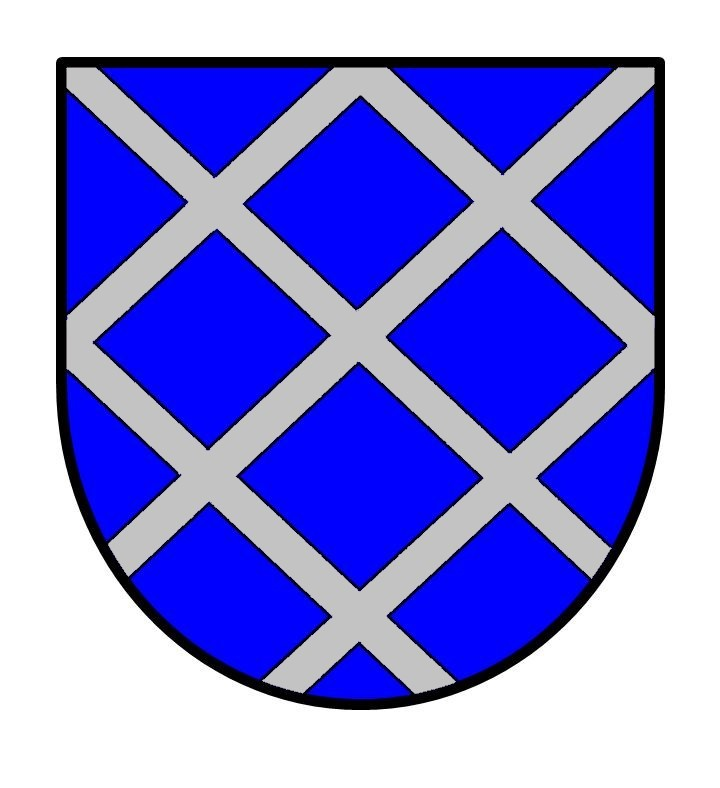
Wappen derer von Clotten

Im Jahre 1346 wurde ein Cochemer Burggraf als Henrich van dem Borne beschrieben, was auf die lateinische Schreibweise de Fonte zurückzuführen ist, eine in dieser Zeit nicht unübliche Form von Namensvariationen bei Personen. Der in diesem Zusammenhang genannte Name basiert mit recht großer Wahrscheinlichkeit auf der des Heinrich von Clotten. Die vorgenannte Urkunde wurde 1346 von den Gebrüdern Zolver (Johann und Werner von Zievel/Zywel bzw. Zyule/Zolver) aus Daun, zu denen Heinrich aufgrund der Ähnlichkeit seines Wappens Beziehungen hatte, ausgestellt. Dass Heinrich zur Burg Daun Beziehungen hatte, wird durch sein Wappen in seinem Siegel (in Blau ein silbernes Schräggitter – Helmzier ein blauer Brackenrumpf – Decken blau-silbern) belegt, das in dieser Form und Gestaltung, nur in anderer Farbgebung durch verschiedene Adelige aus dem Hause Daun, u. a. den Gebrüdern Johann und Werner Zievel (in Rot ein silbernes Schräggitter, darüber ein blauer Turnierkragen – Helmzier auf gekröntem Helm ein schwarzer Eberkopf – Decken rot-silbern), verwendet wurde.
Im Jahr 1349 trat Heinrich von Clotten zweimal in Erscheinung. Zum einen erhielt er vom Trierer Erzbischof Balduin einen größeren Gebäudekomplex in Cochem, genannt die Smitte, zum Mannlehen, und zum anderen trat er am 5. Dezember 1349 als Zeuge bei der Schlichtung eines Streits zwischen Kurfürst Balduin und Gerhard von Virneburg auf.

„Erzbischof Balduin von Trier erklärt, daß er mit Gerhard [von Virneburg (* 1328)], dem ältesten Sohn Graf Ruprechts von Virneburg, ausgesühnt ist und die Streitigkeiten nach altem Herkommen durch seine Amtleute, Heinrich von Klotten, Burggraf zu Cochem, und Heinrich Mühlen (Muolen), Burggraf zu Mayen, gütlich oder rechtlich bis Unser Frouwen Dag Liechtmisse (Februar 2 1350) geschlichtet werden sollen. Ihren Entscheid wird er annehmen und befolgen und ihnen einen offenen brieve darüber ausstellen. Stirbt einer der o. g. ratlude, tritt Simon von dem Walde an seine Stelle. Der Aussteller setzt diesen sowie Heinrich von Polch und Friedrich, Pfarrer zu Eltz, zu Geiseln; falls er den Entscheid der Ratleute nicht einhält, müssen sich diese auf Aufforderung Gerhards [von Virneburg] nach Monreal in den dal begeben und solange dort bleiben, bis der Aussteller dem Entscheid nachkommt. Dieser gelobt, die getroffenen Abmachungen einzuhalten; die Geiseln legen das Versprechen ab, im gegebenen Fall sich zu stellen.
1349 Dezember 5 (uf Sente Nycolaus Abent des heiligen bisschoves Trier).“

Aus einer am 9. Januar 1354 in Mainz vom Römisch-deutschen König Karl IV. ausgestellten Urkunde geht hervor, dass er seinen Großonkel Balduin von Luxemburg mit der „Vesten zu Dune in der Eyfeln gelegen und waz dar zu horet…“ belehnt und Heinrich von Clotten darin als Teilhaber dieser Burg genannt wird. Die Belehnung wurde zwei Jahre später 1356 unter namentlicher Nennung von Heinrich „den man nennet von Clotten von Dune…“ wiederholt. Auf welchem Wege Heinrich von Clotten Teilhaber der Burg Daun und Ganerbe der Herrschaft Daun wurde, bleibt indessen unklar. Das auch nach dem Tode des Trierer Erzbischofs Balduin im Jahre 1354 weiterhin gute Beziehungen zwischen Heinrich von Clotten und dessen Nachfolger Boemund von Saarbrücken bestanden, davon zeugen nicht nur die zahlreichen erzbischöflichen Urkunden als Mitsiegler. Insbesondere hatte er es dabei mit vielfältigen Verwaltungsfunktionen, wie erzbischöflichen Lehnsprozessen oder in Sühneverhandlungen in der Funktion eines Ratmanns (Ratsherr) zu tun. Neben seiner letzten Amtshandlung als Burggraf bei der Beurkundung des Verkaufs von Weingülten in Pommern am 15. Juni 1365 wird Heinrich von Clotten letztmals am 4. September 1367 als verstorbener Burggraf von Cochem erwähnt. In dieser Urkunde wird dessen Sohn Johann von Clotten die unmittelbare Nachfolge als Burggraf und Amtmann von Cochem bescheinigt. Letztlich galt es noch als bemerkenswert, dass Heinrich von Clotten Zeit seines Lebens immer nur als Edelknecht und nie als Ritter bezeichnet wurde.

„Er gehörte zu jener zahlenmäßig keineswegs kleinen Gruppe erzbischöflicher Dienstleute, die ihre geburtsständischen Defizite wettzumachen suchten durch verstärktes Engagement und vor allem durch vielfältige und treue Dienste für ihre Herren, die auch im 14. Jahrhundert noch adelten. Männer vom Schlage eines Heinrich von Clotten, die mit brennendem Ehrgeiz ihre Zukunftspläne verfolgten, gab es in jener Zeit zuhauf, nicht nur in Kurtrier. Auf sie baute der Trierer Erzbischof Balduin von Luxemburg, ebenso wie seine territorialpolitischen Konkurrenten.“

## Familie
Heinrich von Clotten war mit Irmgard genannt Node (oder Nole), einer Tochter von Winand von Rohre, verheiratet. Er ist der Vater von Johann von Clotten zu Cochem, von Alveradis von Clotten und von Dietrich von Clotten. Heinrichs Schwester Ida von Clotten war mit Richard Walpode von Ulmen, Herr von Waldmannshausen, verheiratet.